# Moessa bin Noessair
Moessa bin Noessair (640-716) (Arabisch: موسى بن نصير ) was een Arabische gouverneur over de Omajjadische provincie van Ifriqiya onder heerschappij van Kalief Al-Walid I. Hij was ook degene die de verovering van het Visigotische Rijk op het Iberisch schiereiland initieerde door Tariq ibn Zijad erheen te sturen en zo bekend werd als "veroveraar van al-Andalus en van de Maghreb".

## Afkomst
Volgens sommige historici behoorde hij tot de Arabische stam van Lakhmid of Banu Bakr. Volgens anderen was zijn familie afkomstig uit Syrië. Zijn grootvader zou een Syrische stedeling zijn geweest toen die regio door de Arabieren werd veroverd op het Oost-Romeinse Rijk. Diens zoon, de vader van Moessa bin Noessair, groeide op aan het hof van Omajjadenkalief Moe'awija I en werd het hoofd van zijn persoonlijk garde.

## Noord-Afrika
Moessa werd benoemd tot gouverneur van Ifrakiya (Tunis) en begon aan de verovering en pacificatie van de Maghreb. Daarvoor ging hij een bondgenootschap aan met de Byzantijnse exarch van Ceuta, Julianus. Die zou hem later ook bijstaan bij de oversteek naar Spanje.

## Conquista
In 711 stak de generaal van Noessair, Tariq ibn Zijad, de straat van Gibraltar over en veroverde relatief eenvoudig een groot deel van het Iberisch schiereiland. Jaloers op zijn succes en de rijke buit, maakte Noessair in 712 zelf de oversteek met een leger van 18.000 Arabische soldaten. Hij voegde zich niet bij Tariq ibn Zijad in Toledo, maar begon zelf aan een veroveringstocht. Hij veroverde gemakkelijk enkele kleinere plaatsen. Na een maandenlange belegering nam hij Sevilla in, maar het Visigotische garnizoen kon de stad ontvluchten. De belegering van Mérida duurde de hele winter en pas op 30 juni 713 gaf de stad zich over. Noessair trok daarna naar Toledo om daar te overwinteren en dwong Tariq ibn Zijad om zijn rijke buit te overhandigen.
In het voorjaar van 714 trokken beiden op naar het noorden en Zaragoza, terwijl Moessas zoon Abd al-Aziz met een leger naar het zuiden trok. Het noordelijke leger veroverde Zaragoza en de vallei van de Ebro en trok daarna door Huesca en Lerida. Toen Moessa het bevel kalief Al-Walid te vervoegen in Damascus kreeg, verliet hij niet onmiddellijk Spanje. Hij vervolgde zijn veroveringstocht en veroverde Soria en trok naar Asturië. Pas in de nazomer van 714 trok Moessa met Tariq ibn Zijad naar Syrië, terwijl hij het bestuur in handen gaf van zijn zoon. Ze kwamen op 23 februari 715 aan in Damascus en hierop werd de ongehoorzame Moessa door de hoogbejaarde kalief Al-Walid veroordeeld tot de kruisdood. Met de veroverde schatten uit Iberië kon hij echter zijn straf afkopen. Hij keerde niet terug naar Iberië daar de nieuwe kalief Suleiman ibn Abd al-Malik als opvolger van zijn broer Al-Walid hem dit verbood.